# 索姆河畔方丹
索姆河畔方丹（法語：Fontaine-sur-Somme，法語發音：[fɔ̃tɛn syʁ sɔm]）是法国上法蘭西大區索姆省的一个市镇，属于阿布维尔区。

## 地名
“方丹”（Fontaines）意为“泉”。法语地名通名在“枫丹白露”（Fontainebleau）等少数拥有传统译名的地名中译作“枫丹”，不过在《世界地名翻译大辞典》、《世界地名译名词典》和《法国地图册》等主流地名译名类书籍资料中多译作“方丹”。

## 地理
索姆河畔方丹（50°1'47"N, 1°56'20"E）面积15.18 平方千米，位于法国上法蘭西大區索姆省，该省份为法国北部沿海省份，北起加来海峡省和北部省，西接滨海塞纳省和大西洋英吉利海峡，南至瓦兹省，东临埃纳省。
与索姆河畔方丹接壤的市镇（或旧市镇、城区）包括：艾赖讷、科克雷勒、阿朗库尔、列尔库尔、隆村、隆普雷莱科尔桑、蓬雷米、维默地区索雷勒。
索姆河畔方丹的时区为UTC+01:00、UTC+02:00（夏令时）。

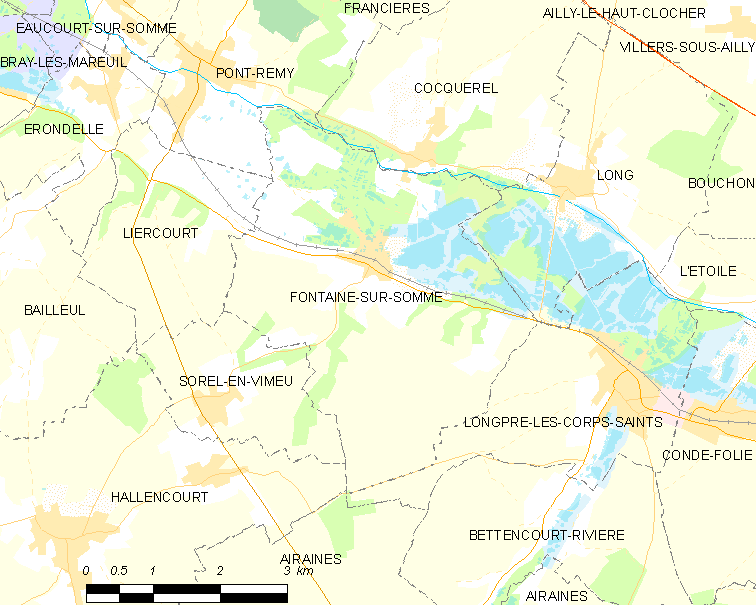
索姆河畔方丹的OSM定位图

## 行政
索姆河畔方丹的邮政编码为80510，INSEE市镇编码为80328。

## 政治
索姆河畔方丹所属的省级选区为加马什县。

## 人口

1962-2008年间索姆河畔方丹人口变化图示

索姆河畔方丹于2022年1月1日时的人口数量为505人。